# Michel Simon
Michel Simon, vlastním jménem François Simon (9. dubna 1895 Ženeva – 30. května 1975 Bry-sur-Marne) byl švýcarský herec. 
Charlie Chaplin ho v jednom rozhovoru označil za nejlepšího herce na světě.

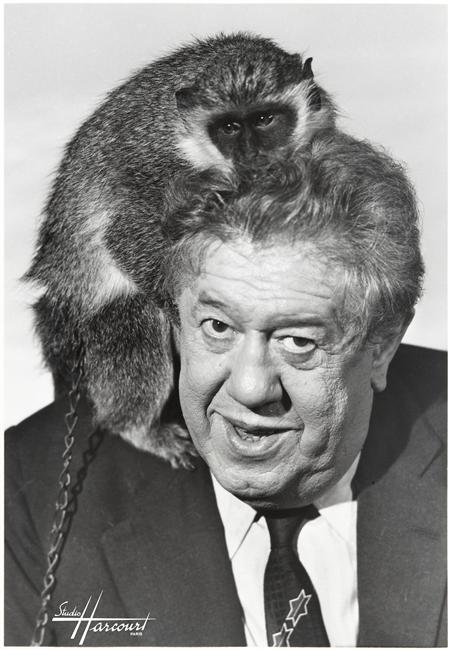
Michel Simon se svou opičkou

## Život a kariéra
Pocházel z řeznické rodiny, narodil se v rodině německého otce Josefa Simona z Villingenu a švýcarské matky Véronique. V šestnácti letech z domova odešel do Paříže. Žil na Montmartru a živil se jako boxer, akrobat i tanečník. V roce 1912 byl kouzelníkem. Roku 1914 narukoval do armády. V roce 1915 si poprvé zahrál v divadle v Ženevě ve hře Hedda Gablerová. Po první světové válce začal hrát pravidelně v divadlech v Paříži. V roce 1922 nastoupuil v divadle Theatre des Champs Elysées, hrál především komediální role.

## Filmy
- V roce 1925 natočil svůj první, dosud němý film Stín Matyáše Pascala(Feu Mathias Pascal)
- Předvolání André Carela (The Vocation of André Carel) (1927), rovněž němý film, komedie
- Utrpení Panny Orleánské (The Passion of Joan of Arc) byl slavný němý film, historické drama v režii Karla Theodora Dreyera (1928), v němž Simon hrál soudce.

Ve 30. letech patřil k nejpopulárnějším francouzským hercům a byl osvědčeným představitelem plebejských charakterů.
- Komedie On Purge bébé (Pečujeme o dítě) (1931) v režii Jeana Renoira hrál titulní roli Chouillouxe
- Boudu sauvé des eaux (Boudou z vod zachráněn), tragikomedie režiéra Jeana Renoira (1932), hrál titulní roli Boudoua.
- Atalanta v režii Jeana Viga (1934), hrál svérázného lodníka otce Julese
- Moutonnet (1936) komedie, v níž hrál Frechevilla
- Bizarre, Bizarre (1937), režisér Marcel Carné, role Irwin Molyneux
- Le Quai des brumes (Nábřeží mlh) v režii Marcela Carného (1939), hrál Zabela
- The end of the day (Konec dne) (1939), který režíroval Julien Duvivier, hrál neúspěšného herce Cabrissade.

### Poválečné filmy (výběr)
- Panique (Panika) (1946) v režii  Juliena Duviviera hrál pana Hirea
- Ďáblova krása René Claira (1950), hrál sympatického a kladného Mefistofela.
- Par ordre du tsar (Ve službách cara) (1951) hrál prince Sayn-Wittgensteina
- Le chemin de Damas (Cesta do Damašku (1952), historickém dramatu v režii Maxe Glasse , hrál Caïpha
- Kupec benátský podle Shakespearea (1953), hrál roli Shylocka
- Un certain Monsieur Jo (Jistý pan Jo), kriminální film (1958)
- Candide ou l'optimisme au XXe siècle (Candide neboli optimismus ve 20. století) podle Voltairova románu (1960), hrál plukovníka Nanara

- Za hlavní roli ve filmu Pépé a Claude obdržel v roce 1967 Stříbrného medvěda na Berlínském mezinárodním filmovém festivalu.[3][4]

## Soukromý život
Ve společnosti platil za excentrika. Žil jako bohém ve venkovském domě v Noisy-le-Grand u Paříže. Ze zahrady do domu vedlo několik drátěných rour, jimiž běhaly jeho opičky. Známý je jeho výrok, že dává přednost životu se zvířaty před životem s lidmi. 
Herectví se věnoval také jeho syn François Simon a věnuje se mu jeho vnučka Maya Simonová.